# Atentado contra el USS Cole
El atentado contra el USS Cole fue un atentado suicida perpetrado por una célula de Al Qaeda contra el destructor de la marina estadounidense USS Cole (DDG-67) el día 12 de octubre de 2000, mientras se encontraba anclado en el puerto yemení de Adén. El resultado final del ataque fue la muerte de 17 marineros y los dos suicidas a cargo del ataque, además de 39 heridos de diversa consideración.

## El ataque

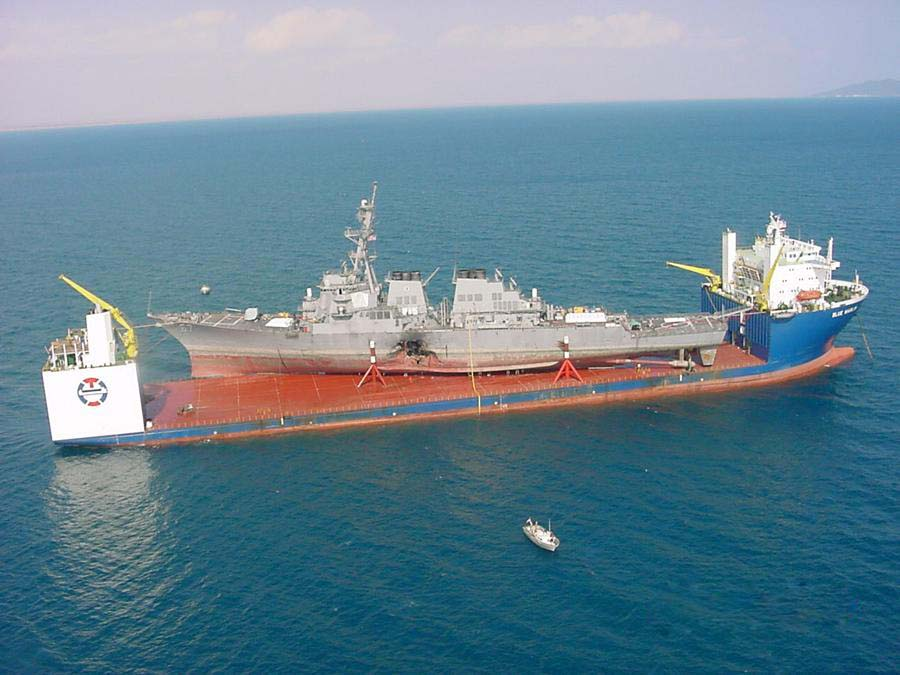
El MV Blue Marlin transportando al USS Cole dañado tras el ataque

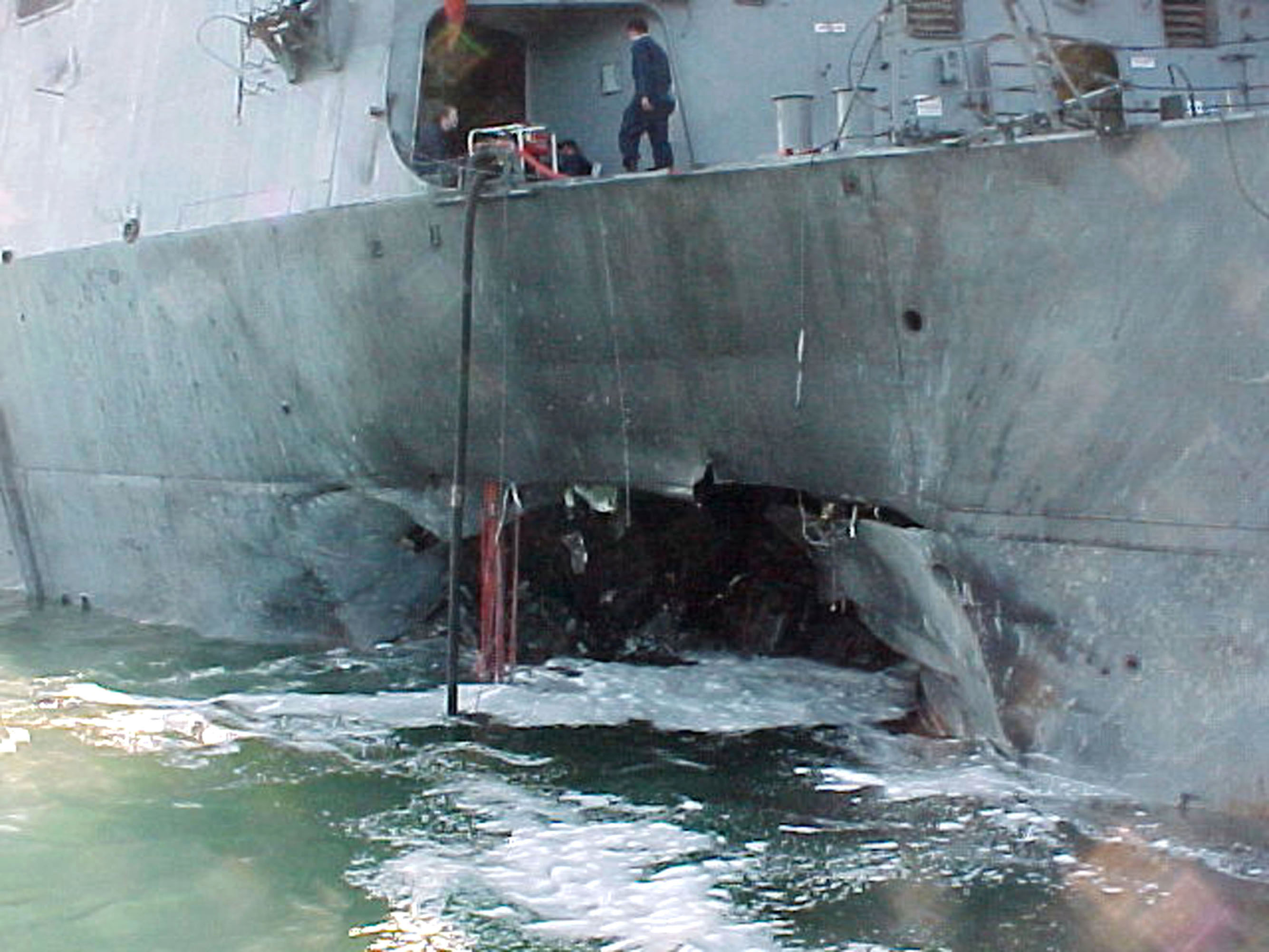
Daños en el Cole tras el atentado

El 12 de octubre de 2000 el USS Cole, bajo el mando del comandante Kirk Lippold, se adentró en el puerto de Adén para una parada rutinaria de repostaje. Fue amarrado definitivamente a las 09:30 horas. El reaprovisionamiento de combustible comenzó a las 10:30. Alrededor de las 11:18 (UTC: 08:18), una pequeña lancha se acercó a la zona de babor del destructor. Pocos segundos más tarde se oyó desde el puerto una gran explosión que provocó una incisión en el casco del destructor de aproximadamente 10 m. Se cree que los hombres a bordo del USS Cole pensaron que la lancha era una de las que habitualmente se dedicaban a la recogida de basuras. La bomba explotó mientras la tripulación se preparaba para almorzar. El equipo intentó minimizar los daños en la maquinaria y las zonas más importantes del barco y consiguieron controlar los problemas por la tarde. Los buzos examinaron el casco y la quilla, determinando que esta última no había sido dañada.
17 marineros perecieron y más de 30 resultaron heridos por la metralla. Los heridos fueron enviados a un centro médico de las proximidades de Ramstein, Alemania, y más adelante a los Estados Unidos. El atentado fue el ataque más mortífero contra la Armada de los Estados Unidos desde el ataque iraquí al USS Stark (FFG-31) el 17 de mayo de 1987.
El ataque fue dirigido y organizado por la organización terrorista Al Qaeda  recayendo la inmolación en sus militantes Ibrahim al-Thawr y Abdullah al-Misawa.

## Responsabilidades
El 14 de marzo de 2007 un juzgado federal de los Estados Unidos dirigido por el juez Robert Doumar dictaminó que el gobierno sudanés era el responsable de la planificación del atentado. El fallo del tribunal fue emitido en respuesta al pleito que algunas de las víctimas del atentado habían dispuesto contra el gobierno de dicho país. 